# العلاقات التوفالية المالطية
العلاقات التوفالية المالطية هي العلاقات الثنائية التي تجمع بين توفالو ومالطا.

## مقارنة بين البلدين
هذه مقارنة عامة ومرجعية للدولتين:
| وجه المقارنة                                              | توفالو                         | مالطا                                                     |
| --------------------------------------------------------- | ------------------------------ | --------------------------------------------------------- |
| المساحة (كم2)                                             | 26                             | 316                                                       |
| عدد السكان (نسمة)                                         | 11.19 ألف                      | 465.29 ألف                                                |
| الكثافة السكانية (ن./كم²)                                 | 43.04 ألف                      | 147.24 ألف                                                |
| العاصمة                                                   | فونافوتي                       | فاليتا                                                    |
| اللغة الرسمية                                             | اللغة التوفالوية، لغة إنجليزية | اللغة المالطية، لغة إنجليزية                              |
| العملة                                                    | دولار توفالو                   | يورو، ليرة مالطية                                         |
| الناتج المحلي الإجمالي (بليون دولار)                      | 39.73 مليون                    | 12.54 مليار                                               |
| الناتج المحلي الإجمالي (تعادل القوة الشرائية) بليون دولار | 38.93 مليون                    | 14.68 مليار                                               |
| الناتج المحلي الإجمالي الاسمي للفرد دولار أمريكي          | 3.29 ألف                       | 22.60 ألف                                                 |
| الناتج المحلي الإجمالي للفرد دولار أمريكي                 | 3.77 ألف                       |                                                           |
| مؤشر التنمية البشرية                                      |                                | 0.839                                                     |
| رمز المكالمات الدولي                                      | +688                           | +356                                                      |
| رمز الإنترنت                                              | .tv                            | .mt                                                       |
| المنطقة الزمنية                                           | ت ع م+12:00                    | توقيت وسط أوروبا، ت ع م+01:00، ت ع م+02:00، أوروبا/مالطا ‏ |

## منظمات دولية مشتركة
يشترك البلدان في عضوية مجموعة من المنظمات الدولية، منها:
| علم المنظمة | اسم المنظمة                   | تاريخ انضمام توفالو | تاريخ انضمام مالطا |
| ----------- | ----------------------------- | ------------------- | ------------------ |
|             | الاتحاد الدولي للاتصالات      | 15 أغسطس 1996       | 1965               |
|             | منظمة حظر الأسلحة الكيميائية  | ?                   | ?                  |
|             | يونسكو                        | 21 أكتوبر 1991      | 10 فبراير 1965     |
|             | الأمم المتحدة                 | 5 سبتمبر 2000       | 1 ديسمبر 1964      |
|             | دول الكومنولث                 | ?                   | ?                  |
|             | الاتحاد البريدي العالمي       | ?                   | ?                  |
|             | البنك الدولي للإنشاء والتعمير | 24 يونيو 2010       | 26 سبتمبر 1983     |

## وصلات خارجية
- موقع وزارة الخارجية المالطية